# Advokátka Věra

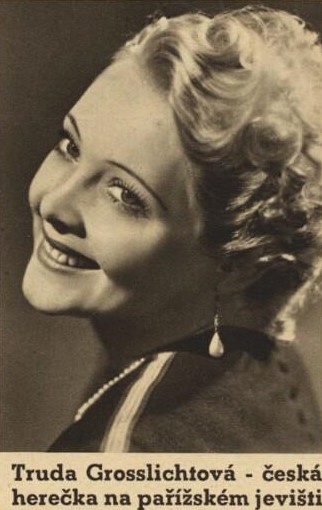
Truda Grosslichtová, představitelka advokátky Věry, 1938

Advokátka Věra je česká filmová komedie z roku 1937, kterou režíroval Martin Frič s Trudou Grosslichtovou a Oldřichem Novým v hlavní roli.

## Děj
Mladá začínající právnička si chce otevřít svoji vlastní advokátní kancelář. Její tatínek s tím souhlasí a poskytne jí na provoz kanceláře peníze s podmínkou, že do roka se musí osamostatnit a stát se finančně nezávislou, jinak, že se provdá za toho, koho jí on sám určí.
Mladé advokátce se klienti nijak nehrnou a i těch několik, kteří k ní zabloudí, ona sama svojí nešikovností vyžene pryč. Asi po 10 měsících bez práce je jí přidělena obhajoba ex offo mladého muže jménem Petr Kučera, který byl nalezen spící v neznámém luxusním autě. Věra se s energií sobě vlastní pustí do jeho obhajoby a dosáhne jeho propuštění, na krátkou dobu jej zaměstná ve své kanceláři, Petr Kučera však brzy sám odejde, neboť nemá co na práci a odejde hrát společně s kumpány karty do jedné hospody. Věra jej tam ale vyhledá a společně s Petrovými kumpány se vloupají do neznámé neobývané luxusní vily, kde spolu chvíli klábosí a pojídají občerstvení. Nakonec utečou v domnění, že se blíží policie.
Rok uteče a Věra se zamiluje do pobudy Petra Kučery, ale musí dodržet otcovu podmínku, provdat se za toho, koho jí on sám určí. Film končí happyendem, neboť se ukáže, že její milý Petr Kučera je starší syn konzula Rabocha, tedy ten, kterého jí otec určil za muže.

## Obsazení
| Truda Grosslichtová    | JUDr. Věra Donátová                                                      |
| Růžena Šlemrová        | Růžena Donátová, Věřina matka                                            |
| Theodor Pištěk         | Jindřich Donát, Věřin otec                                               |
| Oldřich Nový           | Petr Kučera zvaný Tygr, vlastním jménem Petr Raboch, syn konzula Rabocha |
| Bedřich Veverka        | Eman Pálený, Petrův společník                                            |
| Ladislav H. Struna     | Dlouhý Gusta, Petrův společník                                           |
| Bohuš Záhorský         | Franta Štístko, Petrův společník                                         |
| Rudolf Deyl starší     | konzul Raboch                                                            |
| Stanislav Neumann      | Richard, syn konzula Rabocha                                             |
| Jaroslav Marvan        | majitel koloniálu                                                        |
| Darja Hajská           | panská u Donátů Marie                                                    |
| Karel Veverka          | prezident soudu JUDr. Bašus                                              |
| Alois Peterka          | vyšetřující soudce                                                       |
| Václav Trégl           | solicitátor Oktábec                                                      |
| Eman Fiala             | skladatel                                                                |
| Čeněk Šlégl            | básník Karel Benda                                                       |
| Jiří Hron              | malíř Jan Vrzal                                                          |
| Václav Vydra mladší    | sportovec                                                                |
| František Kreuzmann    | první klient advokátky Věry                                              |
| Vladimír Pospíšil-Born | bankéř Riant                                                             |
| Jan W. Speerger        | apač                                                                     |
| František Filipovský   | apač                                                                     |

## Filmová píseň
Oldřich Nový zde zpívá známou filmovou píseň Na děvče mi nesahej.

## Další informace o filmu
- Námět: Vl.Zemanová
- Scénář: Václav Wassermann
- Kamera: Ferdinand Pečenka
- Výtvarník: Štěpán Kopecký
- Hudba: Julius Kalaš
- Ateliéry: Barrandov
- Produkce: Ufa, 1937